# 蔡国斌
蔡国斌（1957年8月—），汉族，中华人民共和国政治人物、第十一届全国政协委员。
加入台湾民主自治同盟，担任台盟中央委员、组织部副部长、北京市委副主委。2008年，当选第十一届全国政协委员，代表中华全国台湾同胞联谊会，分入第二十四组。并担任教科文卫体委员会专委。